# UCI-Cyclocross-Saison 2010/11
Die Cyclocross-Saison 2010/2011 beginnt im September 2010 und dauert an bis zum Februar 2011. Die einzelnen Rennen sind in drei Kategorien eingestuft. Die höchste Kategorie CDM sind Rennen des Weltcups, für den es eine spezielle Punktewertung gibt. Dahinter stehen die Rennen in den Kategorien C1 und C2. Bei den Rennen werden Punkte für die Weltrangliste vergeben. Wichtige Rennserien neben den UCI-Weltcuprennen sind die GvA Trofee und das Superprestige.

## Gesamtstand

### UCI-Ranking
(Endstand)
| Platz | Fahrer                |                    | Punkte |
| ----- | --------------------- | ------------------ | ------ |
| 1.    | Sven Nys              | Belgien            | 2050   |
| 2.    | Niels Albert          | Belgien            | 2023   |
| 3.    | Kevin Pauwels         | Belgien            | 1960   |
| 4.    | Zdeněk Štybar         | Tschechien         | 1760   |
| 5.    | Francis Mourey        | Frankreich         | 1414   |
| 6.    | Klaas Vantornout      | Belgien            | 1256   |
| 7.    | Bart Aernouts         | Belgien            | 1206   |
| 8.    | Philipp Walsleben     | Deutschland        | 1069   |
| 9.    | Bart Wellens          | Belgien            | 1063   |
| 10.   | Lars van der Haar     | Niederlande        | 955    |
| 11.   | Gerben de Knegt       | Niederlande        | 940    |
| 12.   | Christian Heule       | Schweiz            | 936    |
| 13.   | Tom Meeusen           | Belgien            | 865    |
| 14.   | Steve Chainel         | Frankreich         | 813    |
| 15.   | Jeremy Powers         | Vereinigte Staaten | 760    |
| 16.   | Dieter Vanthourenhout | Belgien            | 700    |
| 17.   | Tim Johnson           | Vereinigte Staaten | 662    |
| 18.   | Rob Peeters           | Belgien            | 612    |
| 19.   | Nicolas Bazin         | Frankreich         | 597    |
| 20.   | Matthieu Boulo        | Frankreich         | 583    |
|       | …                     |                    |        |
| 106.  | Jempy Drucker         | Luxemburg          | 110    |
| 119.  | Peter Presslauer      | Osterreich         | 100    |

| Platz | Nation                 | Punkte |
| ----- | ---------------------- | ------ |
| 1.    | Belgien                | 6033   |
| 2.    | Frankreich             | 2824   |
| 3.    | Tschechien             | 2710   |
| 4.    | Niederlande            | 2378   |
| 5.    | Vereinigte Staaten     | 1976   |
| 6.    | Deutschland            | 1924   |
| 7.    | Schweiz                | 1813   |
| 8.    | Italien                | 1229   |
| 9.    | Spanien                | 1153   |
| 10.   | Polen                  | 875    |
| 11.   | Vereinigtes Königreich | 786    |
| 12.   | Kanada                 | 561    |
| 13.   | Slowakei               | 488    |
| 14.   | Dänemark               | 452    |
| 15.   | Japan                  | 355    |
| 16.   | Schweden               | 308    |
| 17.   | Kroatien               | 260    |
| 18.   | Ungarn                 | 260    |
| 19.   | Luxemburg              | 241    |
| 20.   | Österreich             | 205    |
| 21.   | Irland                 | 201    |
| 22.   | Serbien                | 200    |
| 23.   | Rumänien               | 200    |
| 24.   | Finnland               | 200    |
| 25.   | Australien             | 60     |

| Platz | Nation (U23)           | Punkte |
| ----- | ---------------------- | ------ |
| 1.    | Niederlande            | 1566   |
| 2.    | Belgien                | 1542   |
| 3.    | Frankreich             | 789    |
| 4.    | Schweiz                | 548    |
| 5.    | Vereinigte Staaten     | 530    |
| 6.    | Deutschland            | 491    |
| 7.    | Italien                | 402    |
| 8.    | Tschechien             | 391    |
| 9.    | Spanien                | 279    |
| 10.   | Polen                  | 249    |
| 11.   | Vereinigtes Königreich | 218    |
| 12.   | Kanada                 | 218    |
| 13.   | Dänemark               | 215    |
| 14.   | Kroatien               | 200    |
| 15.   | Ungarn                 | 200    |
| 16.   | Rumänien               | 130    |
| 17.   | Österreich             | 85     |
| 18.   | Serbien                | 80     |
| 19.   | Finnland               | 65     |
| 20.   | Luxemburg              | 51     |
| 21.   | Schweden               | 23     |
| 22.   | Japan                  | 1      |

### Weltcup-Wertung
(Endstand)
| Platz | Fahrer                |             | Punkte |
| ----- | --------------------- | ----------- | ------ |
| 1.    | Niels Albert          | Belgien     | 570    |
| 2.    | Kevin Pauwels         | Belgien     | 499    |
| 3.    | Sven Nys              | Belgien     | 484    |
| 4.    | Bart Aernouts         | Belgien     | 392    |
| 5.    | Francis Mourey        | Frankreich  | 369    |
| 6.    | Klaas Vantornout      | Belgien     | 357    |
| 7.    | Gerben de Knegt       | Niederlande | 341    |
| 8.    | Philipp Walsleben     | Deutschland | 330    |
| 9.    | Dieter Vanthourenhout | Belgien     | 299    |
| 10.   | Bart Wellens          | Belgien     | 294    |
|       | …                     |             |        |
| 14.   | Christian Heule       | Schweiz     | 259    |
| 96.   | Gusty Bausch          | Luxemburg   | 3      |

| Platz | Fahrer (U23)            |             | Punkte |
| ----- | ----------------------- | ----------- | ------ |
| 1.    | Lars van der Haar       | Niederlande | 220    |
| 2.    | Matthieu Boulo          | Frankreich  | 219    |
| 3.    | Wietse Bosmans          | Belgien     | 186    |
| 4.    | Vincent Baestaens       | Belgien     | 183    |
| 5.    | Joeri Adams             | Belgien     | 166    |
| 6.    | Jim Aernouts            | Belgien     | 139    |
| 7.    | Elia Silvestri          | Italien     | 121    |
| 8.    | Tijmen Eising           | Niederlande | 112    |
| 9.    | Vinnie Braet            | Belgien     | 110    |
| 10.   | Micki van Empel         | Niederlande | 81     |
|       | …                       |             |        |
| 13.   | Ole Quast               | Deutschland | 75     |
| 16.   | Arnaud Grand            | Schweiz     | 64     |
| 54.   | Vincent Dias dos Santos | Luxemburg   | 4      |

## Kalender

### September
|     |                    | Rennen                                                        | Kat. |                    | Sieger                | Team                               |
| 11. | Vereinigte Staaten | Nittany Lion Cross, Breinigsville                             | C2   | Vereinigte Staaten | Luke Keough           | Champion Systems-Keough Cyclocross |
| 18. | Vereinigte Staaten | Star Crossed Cyclocross, Redmond                              | C2   | Frankreich         | Francis Mourey        | FDJ                                |
| 18. | Vereinigte Staaten | Schoolhouse Cyclocross, Williston                             | C2   | Vereinigte Staaten | Tim Johnson           | Cannondale/Cyclocrossworld.com     |
| 18. | Vereinigte Staaten | Charm City Cross 1, Baltimore                                 | C2   | Italien            | Davide Frattini       | Hüdz-Subaru                        |
| 19. | Vereinigte Staaten | Rad Racing Grand Prix, Lakewood                               | C2   | Frankreich         | Francis Mourey        | FDJ                                |
| 19. | Vereinigte Staaten | Catamount Grand Prix, Williston                               | C2   | Vereinigte Staaten | Tim Johnson           | Cannondale/Cyclocrossworld.com     |
| 19. | Vereinigte Staaten | Charm City Cross 2, Baltimore                                 | C2   | Italien            | Davide Frattini       | Hüdz-Subaru                        |
| 19. | Belgien            | Steenbergcross, Erpe-Mere                                     | C2   | Belgien            | Sven Nys              | Landbouwkrediet                    |
| 22. | Vereinigte Staaten | Cross Vegas, Las Vegas                                        | C1   | Frankreich         | Francis Mourey        | FDJ                                |
| 25. | Vereinigte Staaten | USGP of Cyclocross Planet Bike Cup 1, Sun Prairie             | C1   | Vereinigte Staaten | Jeremy Powers         | Cannondale/Cyclocrossworld.com     |
| 25. | Tschechien         | TOI TOI Cup, Stříbro                                          | C2   | Tschechien         | Zdeněk Štybar         | Telenet-Fidea                      |
| 25. | Vereinigte Staaten | The Nor Easter Cyclocross at Loon Mountain, Lincoln           | C2   | Vereinigte Staaten | Justin Lindine        | BikeReg.com/Joe'S Garage/Scott     |
| 25. | Niederlande        | Openingsveldrit van Harderwijk, Harderwijk                    | C2   | Belgien            | Dieter Vanthourenhout | BKCP-Powerplus                     |
| 26. | Vereinigte Staaten | Ellison Park Cyclocross, Rochester                            | C2   | Vereinigte Staaten | Justin Lindine        | BikeReg.com/Joe'S Garage/Scott     |
| 26. | Vereinigte Staaten | USGP of Cyclocross Planet Bike Cup 2, Sun Prairie             | C2   | Vereinigte Staaten | Tim Johnson           | Cannondale/Cyclocrossworld.com     |
| 26. | Belgien            | Grote Prijs Neerpelt Wisseltrofee Eric Vanderaerden, Neerpelt | C2   | Belgien            | Sven Nys              | Landbouwkrediet                    |
| 28. | Tschechien         | TOI TOI Cup, Louny                                            | C2   | Tschechien         | Zdeněk Štybar         | Telenet-Fidea                      |

### Oktober
|     |                        | Rennen                                                                  | Kat. |                        | Sieger              | Team                               |
| 2.  | Slowakei               | Cyclo-Cross International Podbrezová, Horná Mičiná                      | C2   | Tschechien             | Ondřej Bambula      | Cyklo Team Budvar Tábor            |
| 2.  | Vereinigte Staaten     | Krosstoberfest Weekend 1, San Dimas                                     | C2   | Danemark               | Joachim Parbo       | KCH Leopard Cycles                 |
| 2.  | Vereinigte Staaten     | Grand Prix of Gloucester 1, Gloucester                                  | C2   | Vereinigte Staaten     | Jeremy Powers       | Cannondale/Cyclocrossworld.com     |
| 3.  | Vereinigte Staaten     | Grand Prix of Gloucester 2, Gloucester                                  | C2   | Vereinigte Staaten     | Tim Johnson         | Cannondale/Cyclocrossworld.com     |
| 3.  | Vereinigte Staaten     | Krosstoberfest Weekend 2, San Dimas                                     | C2   | Vereinigte Staaten     | Daniel Summerhill   | Garmin/Holowesko Partners          |
| 3.  | Belgien                | GvA Trofee – Cyclocross International de la Ville de Namur, Namur       | C2   | Tschechien             | Zdeněk Štybar       | Telenet-Fidea                      |
| 3.  | Belgien                | GvA Trofee – Cyclocross International de la Ville de Namur, Namur (U23) | CU   | Frankreich             | Arnaud Jouffroy     | BKCP-Powerplus                     |
| 8.  | Vereinigte Staaten     | Darkhorse Cyclo-Stampede International Cyclocross, Covington            | C2   | Vereinigte Staaten     | Ryan Trebon         | Kona                               |
| 9.  | Tschechien             | TOI TOI Cup, Uničov                                                     | C2   | Deutschland            | Christoph Pfingsten | Van Vliet EBH Elshof               |
| 9.  | Vereinigte Staaten     | Lionhearts International Cyclocross, Middletown                         | C2   | Vereinigte Staaten     | Jeremy Powers       | Cannondale/Cyclocrossworld.com     |
| 9.  | Vereinigte Staaten     | Providence Cyclocross 1, Providence                                     | C2   | Vereinigte Staaten     | Tim Johnson         | Cannondale/Cyclocrossworld.com     |
| 10. | Belgien                | Superprestige – Topsport Vlaanderen Trofee, Ruddervoorde                | C1   | Tschechien             | Zdeněk Štybar       | Telenet-Fidea                      |
| 10. | Belgien                | Superprestige – Topsport Vlaanderen Trofee, Ruddervoorde (U23)          | CU   | Belgien                | Jim Aernouts        | BKCP-Powerplus                     |
| 10. | Vereinigte Staaten     | Harbin Park International, Cincinnati                                   | C1   | Vereinigte Staaten     | Jeremy Powers       | Cannondale/Cyclocrossworld.com     |
| 10. | Spanien                | Trofeo Ciudad de Valladolid Internacional, Valladolid                   | C2   | Spanien                | Javier Ruiz         | MMR-Lizarte                        |
| 10. | Vereinigtes Konigreich | National Trophy Round 1, Abergavenny                                    | C2   | Vereinigtes Konigreich | Paul Oldham         | Hope Factory Racing                |
| 10. | Vereinigte Staaten     | Providence Cyclocross 2, Providence                                     | C2   | Vereinigte Staaten     | Tim Johnson         | Cannondale/Cyclocrossworld.com     |
| 14. | Belgien                | Kermiscross, Ardooie                                                    | C2   | Tschechien             | Zdeněk Štybar       | Telenet-Fidea                      |
| 16. | Vereinigte Staaten     | Granogue Cross 1, Wilmington                                            | C2   | Vereinigte Staaten     | Jesse Anthony       | California Giant-Specialized       |
| 16. | Kanada                 | Toronto International Cyclo-Cross 1, Toronto                            | C2   | Italien                | Davide Frattini     | Hüdz-Subaru                        |
| 16. | Spanien                | VII Ciclocross de Villarcayo, Villarcayo                                | C2   | Belgien                | Sven Beelen         | Sunweb-Revor                       |
| 17. | Kanada                 | Toronto International Cyclo-Cross 2, Toronto                            | C2   | Italien                | Davide Frattini     | Hüdz-Subaru                        |
| 17. | Vereinigte Staaten     | Granogue Cross 2, Wilmington                                            | C2   | Vereinigte Staaten     | Jesse Anthony       | California Giant-Specialized       |
| 17. | Schweiz                | UCI-Weltcup, Aigle                                                      | CDM  | Tschechien             | Zdeněk Štybar       | Telenet-Fidea                      |
| 17. | Schweiz                | Cyclocross International Aigle, Aigle (U23)                             | CU   | Belgien                | Vincent Baestaens   | Telenet-Fidea                      |
| 23. | Vereinigte Staaten     | USGP of Cyclocross – Derby City Cup 1, Louisville                       | C1   | Vereinigte Staaten     | Tim Johnson         | Cannondale/Cyclocrossworld.com     |
| 23. | Vereinigte Staaten     | Downeast Cyclocross Day 1, New Gloucester                               | C2   | Vereinigte Staaten     | Dylan McNicholas    | Pedro's                            |
| 23. | Spanien                | VII Ciclocross de Medina de Pomar, Medina de Pomar                      | C2   | Belgien                | Sven Beelen         | Sunweb-Revor                       |
| 24. | Vereinigte Staaten     | Downeast Cyclocross Day 2, New Gloucester                               | C2   | Vereinigte Staaten     | Adam Myerson        | Cycle-Smart                        |
| 24. | Luxemburg              | Grand Prix de la Commune de Contern, Contern                            | C2   | Frankreich             | Steve Chainel       | Bbox Bouygues Télécom              |
| 24. | Vereinigte Staaten     | USGP of Cyclocross – Derby City Cup 2, Louisville                       | C2   | Vereinigte Staaten     | Jeremy Powers       | Cannondale/Cyclocrossworld.com     |
| 24. | Tschechien             | UCI-Weltcup, Plzeň                                                      | CDM  | Tschechien             | Zdeněk Štybar       | Telenet-Fidea                      |
| 26. | Niederlande            | Nacht van Woerden, Woerden                                              | C2   | Belgien                | Tom Meeusen         | Telenet-Fidea                      |
| 28. | Tschechien             | Velká Cena Mešta Tábora, Tábor                                          | C2   | Tschechien             | Radomír Šimůnek     | BKCP-Powerplus                     |
| 30. | Tschechien             | TOI TOI Cup, Loštice                                                    | C2   | Tschechien             | Ondřej Bambula      | Cyklo Team Budvar Tábor            |
| 30. | Vereinigte Staaten     | Beacon Cross, Bridgeton                                                 | C2   | Schweiz                | Valentin Scherz     | Cyfac-Champion System Racing       |
| 30. | Vereinigte Staaten     | Boulder Cup C2 Cyclocross, Boulder                                      | C2   | Vereinigte Staaten     | Jeremy Powers       | Cannondale/Cyclocrossworld.com     |
| 31. | Vereinigte Staaten     | Boulder Cup C1 Cyclocross, Boulder                                      | C1   | Vereinigte Staaten     | Tim Johnson         | Cannondale/Cyclocrossworld.com     |
| 31. | Belgien                | Superprestige Zonhoven, Zonhoven                                        | C1   | Tschechien             | Zdeněk Štybar       | Telenet-Fidea                      |
| 31. | Belgien                | Superprestige Zonhoven, Zonhoven (U23)                                  | CU   | Niederlande            | Lars van der Haar   | Rabobank-Giant Off-Road Team       |
| 31. | Schweiz                | Internationales Radquer Steinmaur, Steinmaur                            | C2   | Schweiz                | Marcel Wildhaber    | Scott-Swisspower MTB Racing        |
| 31. | Vereinigte Staaten     | HPCX, Jamesburg                                                         | C2   | Schweiz                | Valentin Scherz     | Cyfac-Champion System Racing       |
| 31. | Frankreich             | Challenge la France Cycliste de Cyclo-Cross 1, Saverne                  | C2   | Frankreich             | Steve Chainel       | Bbox Bouygues Télécom              |
| 31. | Frankreich             | Challenge la France Cycliste de Cyclo-Cross 1, Saverne (U23)            | CU   | Frankreich             | Melvin Rullière     | Charvieu-Chavagneux Isère Cyclisme |
| 31. | Vereinigtes Konigreich | National Trophy Round 2, Ipswich                                        | C2   | Vereinigtes Konigreich | Liam Killeen        | Trek World Racing                  |
| 31. | Spanien                | Cyclocross de Karrantza, Karrantza                                      | C2   | Spanien                | Egoitz Murgoitio    | Grupo Hirumet Taldea               |

### November
|     |                        | Rennen                                                        | Kat. |                        | Sieger               | Team                               |
| 1.  | Belgien                | GvA Trofee – Koppenbergcross, Oudenaarde                      | C1   | Belgien                | Sven Nys             | Landbouwkrediet                    |
| 1.  | Belgien                | GvA Trofee – Koppenbergcross, Oudenaarde (U23)                | CU   | Belgien                | Joeri Adams          | Rabobank-Giant Off-Road Team       |
| 1.  | Spanien                | Trofeo Ayuntamiento de Muskiz, Muskiz                         | C2   | Spanien                | Egoitz Murgoitio     | Grupo Hirumet Taldea               |
| 1.  | Frankreich             | Cyclo-Cross International de Marle, Marle                     | C2   | Frankreich             | Francis Mourey       | FDJ                                |
| 6.  | Vereinigte Staaten     | Dam Cross Weekend – Los Angeles Day 1, Los Angeles            | C2   | Vereinigte Staaten     | Adam Craig           | Rabobank-Giant Off-Road Team       |
| 6.  | Vereinigte Staaten     | The Cycle-Smart International 1, Northampton                  | C2   | Vereinigte Staaten     | Luke Keough          | Champion System-Keough Cyclocross  |
| 7.  | Schweiz                | Internationales Radquer Frenkendorf, Frenkendorf              | C2   | Schweiz                | Christian Heule      | Champion System LBS                |
| 7.  | Vereinigte Staaten     | The Cycle-Smart International 2, Northampton                  | C2   | Vereinigte Staaten     | Luke Keough          | Champion System-Keough Cyclocross  |
| 7.  | Vereinigte Staaten     | Dam Cross Weekend – Los Angeles Day 2, Los Angeles            | C2   | Vereinigte Staaten     | Adam Craig           | Rabobank-Giant Off-Road Team       |
| 7.  | Deutschland            | U23-Europameisterschaften, Frankfurt am Main                  | CC   | Niederlande            | Lars van der Haar    | Niederlande                        |
| 11. | Frankreich             | Cyclocross Nommay – Nommay                                    | C1   | Frankreich             | Nicolas Bazin        | US Domont Cyclisme                 |
| 11. | Belgien                | Jaarmarktcross Niel, Niel                                     | C2   | Belgien                | Sven Nys             | Landbouwkrediet                    |
| 13. | Tschechien             | TOI TOI Cup, Kutná Hora                                       | C2   | Tschechien             | Vladimír Kyzivát     | Johnson Controls Aš Mb             |
| 13. | Vereinigte Staaten     | USGP of Cyclocross – Mercer Cup 1, West Windsor               | C2   | Kanada                 | Geoff Kabush         | Rocky Mountain/Maxxis              |
| 13. | Belgien                | Grand Prix de la Région Wallonne, Dottignies                  | C2   | Frankreich             | Francis Mourey       | FDJ                                |
| 14. | Belgien                | Superprestige Hamme-Zogge, Hamme-Zogge                        | C1   | Belgien                | Sven Nys             | Landbouwkrediet                    |
| 14. | Belgien                | Superprestige Hamme-Zogge, Hamme-Zogge (U23)                  | CU   | Belgien                | Jim Aernouts         | BKCP-Powerplus                     |
| 14. | Vereinigtes Konigreich | National Trophy Round 3, Kirkby Mallory                       | C2   | Frankreich             | Nicolas Bazin        | Auber 93                           |
| 14. | Vereinigte Staaten     | USGP of Cyclocross – Mercer Cup 2, West Windsor               | C2   | Vereinigte Staaten     | Tim Johnson          | Cannondale/Cyclocrossworld.com     |
| 14. | Osterreich             | Int. Radquerfeldein Lambach/Stadl-Paura, Lambach/Stadl-Paura  | C2   | Tschechien             | Ondřej Bambula       | Cyklo Team Budvar Tábor            |
| 17. | Vereinigte Staaten     | Empire State CX, New York                                     | C2   |                        | abgesagt             |                                    |
| 20. | Tschechien             | TOI TOI Cup, Kolín                                            | C2   | Deutschland            | Johannes Sickmüller  | Stevens Racing Team                |
| 20. | Vereinigte Staaten     | North Carolina Grand Prix – Race 1                            | C2   | Vereinigte Staaten     | Brian Matter         | Gear Grinder                       |
| 20. | Vereinigte Staaten     | Super Cross Cup 1, Southampton                                | C2   |                        | kein UCI-Status mehr |                                    |
| 20. | Belgien                | Gva Trofee – Grote Prijs van Hasselt, Hasselt                 | C2   | Belgien                | Kevin Pauwels        | Telenet-Fidea                      |
| 20. | Belgien                | Gva Trofee – Grote Prijs van Hasselt, Hasselt (U23)           | CU   | Belgien                | Jim Aernouts         | BKCP-Powerplus                     |
| 21. | Belgien                | Superprestige Gavere, Gavere                                  | C1   | Belgien                | Sven Nys             | Landbouwkrediet                    |
| 21. | Belgien                | Superprestige Gavere, Gavere (U23)                            | CU   | Belgien                | Vincent Baestaens    | Telenet-Fidea                      |
| 21. | Deutschland            | Internationales Döhlauer Crossrennen, Döhlau                  | C2   | Deutschland            | Christoph Pfingsten  | Van Vliet EBH Elshof               |
| 21. | Vereinigte Staaten     | Super Cross Cup 2, Southampton                                | C2   |                        | kein UCI-Status mehr |                                    |
| 21. | Frankreich             | Challenge la France Cycliste de Cyclo-cross 2, Miramas        | C2   | Frankreich             | Francis Mourey       | FDJ                                |
| 21. | Frankreich             | Challenge la France Cycliste de Cyclo-cross 2, Miramas (U23)  | CU   | Frankreich             | Melvin Rullière      | Charvieu-Chavagneux Isère Cyclisme |
| 21. | Vereinigte Staaten     | North Carolina Grand Prix – Race 2                            | C2   | Vereinigte Staaten     | Brian Matter         | Gear Grinder                       |
| 21. | Japan                  | Kansai Cyclo-Cross Makino Round, Makino, Takashima            | C2   | Japan                  | Keiichi Tsujiura     | Bridgestone Anchor                 |
| 21. | Japan                  | Kansai Cyclo-Cross Makino Round, Makino (U23)                 | CU   |                        |                      |                                    |
| 26. | Vereinigte Staaten     | Jingle Cross Rock – Rock 1, Iowa City                         | C2   | Vereinigte Staaten     | James Driscoll       | Cannondale/Cyclocrossworld.com     |
| 27. | Vereinigte Staaten     | Jingle Cross Rock – Rock 2, Iowa City                         | C2   | Vereinigte Staaten     | Ryan Trebon          | Kona                               |
| 27. | Vereinigte Staaten     | Baystate Cyclocross 1, Sterling                               | C2   | Vereinigte Staaten     | Jeremy Powers        | Cannondale/Cyclocrossworld.com     |
| 27. | Belgien                | UCI-Weltcup, Koksijde                                         | CDM  | Belgien                | Niels Albert         | BKCP-Powerplus                     |
| 27. | Belgien                | UCI-Weltcup, Koksijde (U23)                                   | CDM  | Belgien                | Vincent Baestaens    | Belgien                            |
| 28. | Vereinigte Staaten     | Jingle Cross Rock – Rock 3, Iowa City                         | C1   | Vereinigte Staaten     | James Driscoll       | Cannondale/Cyclocrossworld.com     |
| 28. | Niederlande            | Internationale Super Prestige Cyclocross Gieten, Gieten       | C1   | Belgien                | Tom Meeusen          | Telenet-Fidea                      |
| 28. | Niederlande            | Internationale Super Prestige Cyclocross Gieten, Gieten (U23) | CU   | Niederlande            | Lars van der Haar    | Rabobank-Giant Off Road Team       |
| 28. | Vereinigte Staaten     | Baystate Cyclocross 2, Sterling                               | C2   | Vereinigte Staaten     | Jeremy Powers        | Cannondale/Cyclocrossworld.com     |
| 28. | Schweiz                | Internationales Radquer Frauenfeld, Frauenfeld                | C2   | Schweiz                | Christian Heule      | Stevens Racing Team                |
| 28. | Vereinigtes Konigreich | National Trophy Round 4, Southampton                          | C2   | Vereinigtes Konigreich | Ian Field            | Hargroves Cycles                   |

### Dezember
|     |                        | Rennen                                                                   | Kat. |                        | Sieger            | Team                              |
| 4.  | Vereinigte Staaten     | USGP of Cyclocross – Portland Cup 1, Portland                            | C1   | Vereinigte Staaten     | Jeremy Powers     | Cannondale/Cyclocrossworld.com    |
| 4.  | Vereinigte Staaten     | NBX Grand Prix 1, Warwick                                                | C2   | Vereinigte Staaten     | Adam Myerson      | Cycle-Smart                       |
| 5.  | Luxemburg              | Grand Prix Julien Cajot, Leudelingen                                     | C2   | Niederlande            | Lars Boom         | Rabobank                          |
| 5.  | Vereinigte Staaten     | USGP of Cyclocross – Portland Cup 2, Portland                            | C2   | Vereinigte Staaten     | Jeremy Powers     | Cannondale/Cyclocrossworld.com    |
| 5.  | Vereinigte Staaten     | NBX Grand Prix 2, Warwick                                                | C2   | Vereinigte Staaten     | Nicholas Keough   | Champion System-Keough Cyclocross |
| 5.  | Spanien                | UCI-Weltcup, Igorre                                                      | CDM  | Belgien                | Niels Albert      | BKCP-Powerplus                    |
| 6.  | Spanien                | Asteasuko Ziklo-Krossa, Asteasu                                          | C2   | Belgien                | Sven Nys          | Landbouwkrediet                   |
| 8.  | Spanien                | Gran Premio Santa Barbara                                                | C2   | Spanien                | Isaac Suárez      | Cantabria Infinita-BH             |
| 8.  | Italien                | Ciclocross del Ponte                                                     | C2   | Belgien                | Bart Aernouts     | Rabobank-Giant Off-Road Team      |
| 11. | Belgien                | GvA Trofee – Grote Prijs Rouwmoer, Essen                                 | C1   | Belgien                | Sven Nys          | Landbouwkrediet                   |
| 11. | Belgien                | GvA Trofee – Grote Prijs Rouwmoer, Essen (U23)                           | CU   | Niederlande            | Lars van der Haar | Rabobank-Giant Off-Road Team      |
| 11. | Tschechien             | TOI TOI Cup, Mnichovo Hradiště                                           | C2   | Tschechien             | Jaroslav Kulhavý  | Factory Racing Specialized        |
| 12. | Belgien                | Vlaamse Druivenveldrit, Overijse                                         | C1   | Belgien                | Sven Nys          | Landbouwkrediet                   |
| 12. | Italien                | Trofeo M. Picchetti – Gran Premio Linea Cadorna, Verbania                | C2   |                        | nicht ausgetragen |                                   |
| 12. | Italien                | Trofeo M. Picchetti – Gran Premio Linea Cadorna, Verbania (U23)          | CU   |                        | nicht ausgetragen |                                   |
| 12. | Frankreich             | Challenge la France Cycliste de Cyclo-cross 3, Saint-Jean-de-Monts       | C2   | Frankreich             | Francis Mourey    | FDJ                               |
| 12. | Frankreich             | Challenge la France Cycliste de Cyclo-cross 3, Saint-Jean-de-Monts (U23) | CU   | Frankreich             | David Menut       |                                   |
| 12. | Vereinigtes Konigreich | National Trophy Round 5, Bradford                                        | C2   | Vereinigtes Konigreich | Ian Field         | Hargroves Cycles                  |
| 12. | Schweiz                | Grand Prix Wetzikon, Wetzikon                                            | C2   | Schweiz                | Christian Heule   | Champion System LBS               |
| 18. | Belgien                | Scheldecross, Antwerpen                                                  | C1   | Tschechien             | Radomír Šimůnek   | BKCP-Powerplus                    |
| 19. | Spanien                | Ciclocross International Ciudad de Valencia, Valencia                    | C2   | Belgien                | Tom Van Den Bosch | AA Drink Cycling Team             |
| 19. | Belgien                | UCI-Weltcup, Kalmthout                                                   | CDM  | Belgien                | Tom Meeusen       | Telenet-Fidea                     |
| 19. | Belgien                | UCI-Weltcup, Kalmthout (U23)                                             | CDM  | Belgien                | Vincent Baestaens | Belgien                           |
| 21. | Niederlande            | Internationale Centrumcross van Surhuisterveen                           | C2   |                        | abgesagt          |                                   |
| 26. | Schweiz                | Internationales Radquer Dagmersellen, Dagmersellen                       | C2   | Frankreich             | Francis Mourey    | FDJ                               |
| 26. | Luxemburg              | Grand Prix DAF Grand Garage Engel, Differdange                           | C2   |                        | abgesagt          |                                   |
| 26. | Belgien                | UCI-Weltcup, Heusden-Zolder                                              | CDM  | Niederlande            | Lars Boom         | Rabobank                          |
| 26. | Belgien                | UCI-Weltcup, Heusden-Zolder (U23)                                        | CDM  | Belgien                | Wietse Bosmans    | Belgien                           |
| 27. | Belgien                | Superprestige Diegem, Diegem                                             | C1   | Belgien                | Niels Albert      | BKCP-Powerplus                    |
| 27. | Belgien                | Superprestige Diegem, Diegem (U23)                                       | CU   | Niederlande            | Lars van der Haar | Rabobank-Giant Off-Road Team      |
| 29. | Belgien                | GvA Trofee – Azencross, Wuustwezel                                       | C1   | Belgien                | Niels Albert      | BKCP-Powerplus                    |
| 29. | Belgien                | GvA Trofee – Azencross, Wuustwezel (U23)                                 | CU   | Belgien                | Wietse Bosmans    | BKCP-Powerplus                    |
| 30. | Belgien                | Sylvester Cyclocross, Bredene                                            | C2   | Tschechien             | Zdeněk Štybar     | Telenet-Fidea                     |
| 31. | Schweiz                | Grand Prix 5 Sterne Region, Beromünster                                  | C2   | Schweiz                | Lukas Flückiger   | Trek World Racing                 |

### Januar
|     |                        | Rennen                                             | Kat. |                    | Sieger                  | Team                    |
| 1.  | Belgien                | GvA Trofee – Grote Prijs Sven Nys                  | C1   | Belgien            | Sven Nys                | Landbouwkrediet         |
| 1.  | Belgien                | GvA Trofee – Grote Prijs Sven Nys(U23)             | CU   | Belgien            | Wietse Bosmans          | BKCP-Powerplus          |
| 1.  | Luxemburg              | Grand Prix Hotel Threeland, Pétange                | C2   | Frankreich         | Francis Mourey          | FDJ                     |
| 2.  | Belgien                | Cyclocross Tervuren, Tervuren                      | C1   | Belgien            | Niels Albert            | BKCP-Powerplus          |
| 2.  | Schweiz                | Radquer Bussnang, Bussnang                         | C2   | Frankreich         | Francis Mourey          | FDJ                     |
| 15. | Niederlande            | Internationale Cyclocross Huijbergen               | C2   |                    | auf NE herabgestuft     |                         |
| 15. | Niederlande            | Internationale Cyclocross Huijbergen (U23)         | CU   |                    | auf NE herabgestuft     |                         |
| 15. | Vereinigte Staaten     | Kingsport Cyclocross Cup                           | C2   | Vereinigte Staaten | Travis Livermon         | Mock Orange Racing      |
| 15. | Italien                | Gran Premio Mamma e Papa Guerciotti, Segrate       | C2   | Italien            | Elia Silvestri          | Selle Italia Guerciotti |
| 15. | Italien                | Gran Premio Mamma e Papa Guerciotti, Segrate (U23) | CU   |                    |                         |                         |
| 16. | Vereinigtes Konigreich | National Trophy Round 6, Rutland                   | C2   | Belgien            | Kenneth Van Compernolle | Style & Concept         |
| 16. | Frankreich             | UCI-Weltcup, Pontchâteau                           | CDM  | Belgien            | Kevin Pauwels           | Telenet-Fidea           |
| 16. | Frankreich             | UCI-Weltcup, Pontchâteau (U23)                     | CDM  | Frankreich         | Matthieu Boulo          | Frankreich              |
| 22. | Belgien                | Kasteelcross Zonnebeke, Zonnebeke                  | C2   | Belgien            | Rob Peeters             | Telenet-Fidea           |
| 23. | Spanien                | Ispasterko Udala Sari Nagusia                      | C2   | Spanien            | Egoitz Murgoitio        | Grupo Hirumet Taldea    |
| 23. | Niederlande            | UCI-Weltcup, Hoogerheide                           | CDM  | Belgien            | Niels Albert            | BKCP-Powerplus          |
| 23. | Niederlande            | UCI-Weltcup, Hoogerheide (U23)                     | CDM  | Frankreich         | Matthieu Boulo          | Frankreich              |
| 29. | Deutschland            | Cyclocross-Weltmeisterschaften, St. Wendel (U23)   | CM   | Niederlande        | Lars van der Haar       | Niederlande             |
| 30. | Deutschland            | Cyclocross-Weltmeisterschaften, St. Wendel         | CM   | Tschechien         | Zdeněk Štybar           | Tschechien              |

### Februar
|     |             | Rennen                                                       | Kat. |             | Sieger            | Team                         |
| 2.  | Belgien     | Parkcross Maldegem, Maldegem                                 | C2   | Belgien     | Sven Nys          | Landbouwkrediet              |
| 5.  | Belgien     | GvA Trofee – Krawatencross, Lille                            | C1   | Belgien     | Kevin Pauwels     | Telenet-Fidea                |
| 5.  | Belgien     | GvA Trofee – Krawatencross, Lille (U23)                      | CU   | Belgien     | Jim Aernouts      | Sunweb-Revor                 |
| 6.  | Belgien     | Superprestige Hoogstraten, Hoogstraten                       | C1   | Belgien     | Sven Nys          | Landbouwkrediet              |
| 6.  | Belgien     | Superprestige Hoogstraten, Hoogstraten (U23)                 | CU   | Belgien     | Vincent Baestaens | Team KDL Trans-Your Mover    |
| 12. | Belgien     | Noordzeecross, Middelkerke                                   | C2   | Belgien     | Klaas Vantornout  | Sunweb-Revor                 |
| 12. | Belgien     | Noordzeecross, Middelkerke (U23)                             | CU   | Belgien     | Jim Aernouts      | Sunweb-Revor                 |
| 13. | Niederlande | Internationale Cyclocross Heerlen Grote Prijs Heuts, Heerlen | C1   | Belgien     | Kevin Pauwels     | Telenet-Fidea                |
| 19. | Niederlande | Cauberg Cyclocross                                           | C2   | Belgien     | Bart Wellens      | Telenet-Fidea                |
| 19. | Niederlande | Cauberg Cyclocross (U23)                                     | CU   | Niederlande | Lars van der Haar | Rabobank-Giant Off Road Team |
| 19. | Belgien     | Grote Prijs Stad Eeklo, Eeklo                                | C2   | Belgien     | Klaas Vantornout  | Sunweb-Revor                 |
| 20. | Belgien     | GvA Trofee – Internationale Sluitingsprijs                   | C1   | Belgien     | Niels Albert      | BKCP-Powerplus               |
| 20. | Belgien     | GvA Trofee – Internationale Sluitingsprijs (U23)             | CU   | Niederlande | Lars van der Haar | Rabobank-Giant Off Road Team |

## Nationale Meister (NC)
| Nation                                   | Männer                                          | Frauen                                        | Männer (U23)                                   | Männer (Junioren)                            |
| ---------------------------------------- | ----------------------------------------------- | --------------------------------------------- | ---------------------------------------------- | -------------------------------------------- |
| Belgien 8./9. Januar 2011                | Niels Albert BKCP-Powerplus                     | Sanne Cant Team Ciclismo Mundial              | Joeri Adams Rabobank-Giant Off Road Team       | Laurens Sweeck KDL Cyclingteam               |
| Dänemark 9. Januar 2011                  | Kenneth Hansen Haderslev Starup CK              | Annika Langvad Odder CK                       | Kenneth Hansen Haderslev Starup CK             | Magnus Cort Nielsen ABC                      |
| Deutschland 8./9. Januar 2011            | Philipp Walsleben BKCP-Powerplus                | Hanka Kupfernagel Radsport Rhein-Neckar e. V. | Ole Quast Harvestehuder RV 1909 e. V.          | Silvio Herklotz RSV Werner Otto Berlin e. V. |
| Finnland 10. Oktober 2010                | Kimmo Kananen                                   | Anna Lindström                                |                                                | Artturi Pensasmaa                            |
| Frankreich 8./9. Januar 2011             | Francis Mourey FDJ                              | Caroline Mani CC Etupes                       | Matthieu Boulo Roubaix Lille Métropole         | Fabien Doubey SC Arinthod Foyer Rural        |
| Irland 9. Januar 2011                    | Robin Seymour                                   | Ciara McManus                                 |                                                | Matthew Adair                                |
| Italien 9. Januar 2011                   | Marco Aurelio Fontana Cannondale Factory Racing | Vania Rossi Centro Sportivo Eserci            | Elia Silvestri Selle Italia Guerciotti         | Federico Zurlo ASD Postumia 73 Dino          |
| Japan 12. Dezember 2010                  | Keiichi Tsujiura Bridgestone Anchor             | Ayako Toyooka                                 |                                                | Toki Sawada                                  |
| Kanada 7. November 2010                  | Chris Sheppard Rocky Mountain Bicycles-Shimano  | Wendy Simms Ridley-FSA                        | Evan McNeely EMD Serono/Specialized CC         | Benjamin Perry St. Catharines Cycling Club   |
| Kroatien 16. Januar 2011                 | Dani Simcić                                     | Maja Marukić                                  | Sanjin Sirotić                                 | Bruno Maltar                                 |
| Luxemburg 9. Januar 2011                 | Jempy Drucker Veranda's Willems-Accent          | Christine Majerus                             | Pit Schlechter Continental Team Differdange    | Tom Schwarmes                                |
| Niederlande 9. Januar 2011               | Lars Boom Rabobank                              | Marianne Vos                                  | Lars van der Haar Rabobank-Giant Off Road Team | Danny van Poppel                             |
| Österreich 9. Januar 2011                | Peter Presslauer Rad Club Reutte                | Elke Riedl Oranier                            | Alexander Gehbauer ARBÖ ASKÖ Klagenfurt        | Lukas Zeller RC ARBÖ-ASKÖ Mazda Eder Walding |
| Polen 9. Januar 2011                     | Mariusz Gil                                     | Dorota Warczyk                                | Marek Konwa                                    |                                              |
| Rumänien 31. Oktober 2010                | Eduard Michael Grosu                            |                                               | Eduard Michael Grosu                           |                                              |
| Schweden 13. November 2010               | Emil Lindgren                                   | Kajsa Snihs                                   | Jesper Dahlström                               |                                              |
| Schweiz 9. Januar 2011                   | Christian Heule EKZ Racing Team                 | Jasmin Achermann Fischer-BMC                  | Arnaud Grand Telenet-Fidea                     | Lars Forster Tower Sport VC Eschenbach       |
| Serbien 22. Januar 2011                  | Bojan Đurđić                                    | Jovana Crnogorac                              | Aleksa Marić                                   | Đorđe Stevanović                             |
| Slowakei 11. Dezember 2010               | Róbert Gavenda Telenet-Fidea                    | Zuzana Vojtášová                              |                                                | Ondrej Glajza                                |
| Spanien 8./9. Januar 2011                | Javier Ruiz                                     | Aida Nuño Asturias                            | Jon Ander Insausti Sel. Euskadi                | Pablo Rodríguez Sel. Galicia                 |
| Tschechien 8. Januar 2011                | Zdeněk Štybar Telenet-Fidea                     | Kateřina Nash Luna Pro Team                   | Tomáš Paprstka Remerx Cycling Team Kolín       | Jakub Skála Cyklo Team Budvar Tábor          |
| Ungarn 9. Januar 2011                    | Szilárd Buruczki                                | Barbara Benkó                                 | János Panyi                                    |                                              |
| Vereinigte Staaten 11.–12. Dezember 2010 | Todd Wells Specialized Factory Racing           | Katherine Compton Planet Bike                 | Daniel Summerhill Garmin/Holowesko Partners    | Jeffrey Bahnson Van Dessel Factory Team      |
| Vereinigtes Königreich 9. Januar 2011    | Paul Oldham Hope Factory Racing                 | Helen Wyman Kona                              | Luke Gray                                      | Hugo Robinson                                |

## Meiste Siege
|    | Name              | Siege | Team                           | CDM/CM | C1 | C2/NC | CDM/CM/CC(U23) | CU/NC (U23) |
| -- | ----------------- | ----- | ------------------------------ | ------ | -- | ----- | -------------- | ----------- |
| 1  | Sven Nys          | 12    | Landbouwkrediet                | -      | 7  | 5     | -              | -           |
| 2  | Zdeněk Štybar     | 11    | Telenet-Fidea                  | 3      | 2  | 6     | -              | -           |
| 3  | Francis Mourey    | 11    | FDJ                            | -      | 1  | 10    | -              | -           |
| 4  | Jeremy Powers     | 10    | Cannondale/Cyclocrossworld.com | -      | 3  | 7     | -              | -           |
| 5  | Tim Johnson       | 9     | Cannondale/Cyclocrossworld.com | -      | 2  | 7     | -              | -           |
| 6  | Niels Albert      | 8     | BKCP-Powerplus                 | 3      | 4  | 1     | -              | -           |
| 7  | Lars van der Haar | 8     | Rabobank-Giant Off-Road Team   | -      | -  | -     | 2              | 6           |
| 8  | Vincent Baestaens | 5     | Team KDL Trans-Your Mover      | -      | -  | -     | 2              | 3           |
| 9  | Jim Aernouts      | 5     | Sunweb-Revor                   | -      | -  | -     | -              | 5           |
| 10 | Kevin Pauwels     | 4     | Telenet-Fidea                  | 1      | 2  | 1     | -              | -           |

### Nationen
|    | Name                   | Siege | CDM/CM | C1 | C2 | CDM/CM/CC (U23) | CU (U23) |
| -- | ---------------------- | ----- | ------ | -- | -- | --------------- | -------- |
| 1  | Belgien                | 50    | 5      | 14 | 17 | 3               | 11       |
| 2  | Vereinigte Staaten     | 40    | -      | 6  | 34 | -               | -        |
| 3  | Frankreich             | 20    | -      | 2  | 12 | 2               | 4        |
| 4  | Tschechien             | 17    | 3      | 4  | 10 | -               | -        |
| 5  | Niederlande            | 10    | 1      | -  | 1  | 2               | 6        |
| 6  | Schweiz                | 7     | -      | -  | 7  | -               | -        |
| 7  | Italien                | 5     | -      | -  | 5  | -               | -        |
|    | Spanien                | 5     | -      | -  | 5  | -               | -        |
| 9  | Vereinigtes Königreich | 4     | -      | -  | 4  | -               | -        |
| 10 | Deutschland            | 3     | -      | -  | 3  | -               | -        |

### Teams
|    | Team                               | Siege | CDM/CM | C1 | C2/NC | CDM/CM/CC (U23) | CU/NC (U23) |
| -- | ---------------------------------- | ----- | ------ | -- | ----- | --------------- | ----------- |
| 1  | Telenet-Fidea                      | 23    | 4      | 5  | 11    | -               | 3           |
| 2  | Cannondale/Cyclocrossworld.com     | 21    | -      | 6  | 15    | -               | -           |
| 3  | BKCP-Powerplus                     | 18    | 3      | 6  | 3     | -               | 6           |
| 4  | Landbouwkrediet                    | 12    | -      | 7  | 5     | -               | -           |
| 5  | Rabobank-Giant Off-Road Team       | 12    | -      | -  | 3     | -               | 9           |
| 6  | FDJ                                | 11    | -      | 1  | 10    | -               | -           |
| 7  | Sunweb-Revor                       | 6     | -      | -  | 4     | -               | 2           |
| 8  | Champion Systems-Keough Cyclocross | 4     | -      | -  | 4     | -               | -           |
|    | Hüdz-Subaru                        | 4     | -      | -  | 4     | -               | -           |
| 10 | Rabobank                           | 3     | 1      | -  | 2     | -               | -           |